# Batalla de Mariel
La Batalla de Mariel fue una batalla naval librada el 10 de febrero de 1828 entre España y México cerca de Mariel, en la isla de Cuba.

## Antecedentes
El 27 de septiembre de 1821 México adquirió su independencia después de varios años de una guerra civil gracias al triunfo del Ejército Trigarante. A pesar de ello, España todavía poseía puertos navales importantes en el mar Caribe, tales como Puerto Rico o Cuba, y las autoridades mexicanas temían que estas sirvieran como base a expediciones para reconquistar México. También es más que posible que desearan integrar las islas españolas del Caribe en su recién nacido estado, iniciado como imperio, como partes que fueron del virreinato que lo originó: Nueva España
El Gobierno mexicano inició el proyecto de expulsar a los españoles de Cuba y para este fin comenzó a formar la flota necesaria. Los mexicanos esperaban ganar las batallas organizando la flota necesaria para ello. Una escuadra compuesta de tres bergantines, el Hermon, el Bravo y el Guerrero, fue confiada al comodoro estadounidense David Porter con la misión de hostigar las líneas enemigas de comunicación en la región, lo que, a falta de forzar a los españoles a dejar la isla, permitiría por lo menos ser informado sobre sus intenciones y posiblemente hostigar, e incluso impedir, sus tentativas de reconquista.

## La batalla
A principios de 1828, la pequeña escuadra mexicana invade las aguas españolas, comenzando a patrullar las aguas cubanas hostilizando a los mercantes españoles, tomando presas y dispersando convoyes. Los mexicanos utilizaban bergantines, dado que eran buques muy rápidos y en consecuencia excelentes para actividades corsarias, puesto que su gran velocidad les permitía alcanzar a toda clase de tráfico mercante y escapar de navíos y fragatas.
En una de esas acciones, el 10 de febrero, el bergantín Guerrero comandado por el capitán David Henry Porter, sobrino menor del comodoro David Porter, percibe a la altura de Mariel varias embarcaciones españolas de comercio, escoltadas por el bergantín Marte y la goleta Amelia. El Guerrero pasa al ataque y fuerza la huida de los barcos españoles hacia La Habana. Las autoridades españolas fueron avisadas en seguida de la agresión mexicana y reaccionando con gran celeridad, envían a la fragata Lealtad de 54 cañones comandada por Melitón Pérez del Camino, veterano de la Batalla de Trafalgar. A las 5 de la tarde, la Lealtad intercepta al buque mexicano a la altura de Mariel, el cual, sorprendido, intenta huir hacia Cayo Hueso, pero la fragata española resultó ser más rápida y lo alcanza en la madrugada del día 11. Al verse atrapado, el capitán mexicano consulta con la tripulación y deciden enfrentarse a la fragata española. El combate comenzó a las 6 de la mañana y tuvo una duración de dos horas y media, pereciendo por una bala rasa de cañón el capitán Porter, cuando ya el consejo de oficiales del barco, conformado por Carlos E. Hawkins y Alejandro Thompson, además de los dos hijos de David Porter, David Dixon Porter y Thomasse Porter, habían tomado la determinación de rendirse ante las fuerzas españolas por haberse agotado el parque mexicano.
Esta es quizá la primera derrota naval mexicana y no será hasta 1841 cuando nuevamente pierda frente al gobierno yucateco y el texano en la llamada Batalla de Campeche.

## Consecuencias
Los españoles confiscaron la embarcación vencida y la llevaron a La Habana. Tras su reparación, la integraron en su flota, bajo el nuevo nombre de El Cautivo. A pesar de esta derrota, la escuadra mexicana continuó con sus operaciones de hostigamiento en aguas españolas, logrando el Bravo 13 capturas más y el Hermon, que era comandado por el teniente Charles E. Hawkins, cuatro capturas, siendo una de ellas el bergantín Amelia, todas ellas integradas a Veracruz.